# الفروسية في ألعاب البحر الأبيض المتوسط 2022
عُقدت منافسة الفروسية في ألعاب البحر الأبيض المتوسط 2022 في وهران الجزائرية، في الفترة من 3 إلى 5 يوليو 2022.

## جدول الميداليات
*   البلد المضيف (مضيف)
| المرتبة | فريق    | ذهبية | فضية | برونزية | المجموع |
| ------- | ------- | ----- | ---- | ------- | ------- |
| 1       | سوريا   | 2     | 1    | 0       | 3       |
| 2       | مصر     | 0     | 1    | 1       | 2       |
| 3       | تركيا   | 0     | 0    | 1       | 1       |
| المجموع | المجموع | 2     | 2    | 2       | 6       |

## الحائزون على الميداليات
| Event            | الذهبية | الفضية | البرونزية |
| ---------------- | --- | --- | --- |
| فردي قفز الحواجز | أحمد حمشو على Caldero · سوريا | Chadi Gharib على Cabernet De Mars · سوريا                                                                                       | Mohamed Talaat ‏ على Darshan · مصر |
| فرق قفز الحواجز  | سوريا · Laith Ali على Camélia de la Vigne · Chadi Gharib على Cabernet de Mars · أحمد حمشو على Caldero · عمرو حمشو على Caramia 25 | مصر · Mohamed El-Naggar على Comme Il Faut · Mohamed Talaat ‏ على Darshan · Mohamed Weaam على Morocco · محمد طاهر زيادة على كاتيا | تركيا · Ahmet Berk Başeğmez على Corthagos 58 · تركيا في 2005 ألعاب البحر الأبيض المتوسط ‏ على Casscord · Özgür Özkan على Champ's Son · Hasan Şentürk على Cantaire O |

## روابط خارجية
- ألعاب البحر الأبيض المتوسط 2022 – الفروسية
- كتاب النتائج